# Philidorgambiet
De Philidorgambiet heeft meerdere betekenissen op het gebied van schaken. Deze staan hieronder omschreven.

## Schots

### Uitleg
Het Philidorgambiet is in de opening van een schaakpartij, te vinden in de schaakopening Schots. Het is ingedeeld bij de open spelen.
Het heeft de volgende beginzetten: 1.e4 e5 2.Pf3 Pc6 3.d4 f5.
Eco-code C 44.
Dit gambiet wordt zelden gespeeld.

## Koningsgambiet

### Uitleg
Het Philidorgambiet komt ook in de schaakopening Koningsgambiet voor en is ingedeeld in het open spel.
De zetten zijn 1.e4 e5 2.f4 ef 3. Pf3 g5 4.Lc4 Lg7 5.h4.
Eco-code C 38.